# Felcsút
Felcsút é um município da Hungria, situado no condado de Fejér. Tem 22,02 km² de área e sua população em 2015 foi estimada em 1.812 habitantes.